# زیردریایی یوبی شبلی
زیردریایی یوبی شبلی (به انگلیسی: Italian submarine Uebi Scebeli) یک زیردریایی بود. این زیردریایی در سال ۱۹۳۷ ساخته شد.